# ويليام بورتر
ويليام بورتر (بالإنجليزية: William Porter)‏ هو سياسي جنوب أفريقي، ولد في 15 سبتمبر 1805، وتوفي في 1880.